# Миропільське
Миропільське —  селище в Україні, у Краснопільській селищній громаді Сумського району Сумської області. Населення становить 158 осіб. До 2018 орган місцевого самоврядування — Тур'янська сільська рада.

## Географія
Селище Миропільске розташоване біля витоків річок Прикіл та Удава. До селища примикають невеличкі лісові масиви урочища Малий Прикіл.
Поруч із селищем пролягає кордон з Росією.

## Історія
Селище постраждало внаслідок геноциду українського народу, проведеного урядом СССР 1923-1933 та 1946-1947 роках.
- 12 червня 2020 року, відповідно до розпорядження Кабінету Міністрів України № 723-р «Про визначення адміністративних центрів та затвердження територій територіальних громад Сумської області», селище увійшло до складу Краснопільської селищної громади[1].
- 19 липня 2020 року, в результаті адміністративно-територіальної реформи та ліквідації Краснопільського району, увійшло до складу новоутвореного Сумського району[2].

1 серпня 2024 року селище знову обстріляв російський агресор. Зафіксовано 2 вибухи, ймовірно міномет 120 мм.